# Géraldine (animatrice)
Pour les articles homonymes, voir Géraldine.
Géraldine,  née Géraldine Raffray le 20 août 1956 à Aubervilliers et morte le 18 mai 2012 en Espagne,,,  était une animatrice française de radio.

## Biographie
Géraldine débute en 1983 à la radio La Voix du Lézard, où elle anime une émission de « petites annonces sexy ». 
En 1986, elle rejoint Skyrock où elle devient l'une des figures de la station. Elle présente 3615 Code Géraldine tous les soirs de 22 h 30 à 1 h du matin, une émission de « petites annonces coquines et de dialogues libertins avec les auditeurs ». Géraldine quitte Skyrock en 1993 pour rejoindre la station Chante France, où elle travaille jusqu'en juillet 1994,.
Ensuite, elle part pour les États-Unis pour animer une émission sur la Radio Miami International (WRMI).
Elle meurt le 18 mai 2012. Différents animateurs de Skyrock lui rendront hommage, notamment Fred Musa qui a commencé sa carrière d'animateur de radio à ses côtés.